# Sterben und erben
Sterben und erben (Critical Care) ist eine US-amerikanische Filmkomödie von Sidney Lumet aus dem Jahr 1997. In den Hauptrollen spielten Kyra Sedgwick und James Spader. Die Handlung basiert auf einem Roman von Richard Dooling.

## Handlung
Dr. Werner Ernst arbeitet in einem Krankenhaus, wo er für den sterbenden Patienten Potter zuständig ist. Das Vermögen von Mr. Potter wird auf etwa 10 Millionen US-Dollar geschätzt. Potter wird unter den Angestellten lediglich als Bett fünf bezeichnet. Er spricht nicht und es bleibt unklar, ob er bei Bewusstsein ist.
Die ältere Tochter von Potter, Constance, meint, ihr Vater soll mit den technischen Mitteln so lange wie möglich am Leben erhalten werden. Die jüngere Tochter Felicia vertritt die gegenteilige Meinung. Sie flirtet mit dem Arzt und will eine gerichtliche Verfügung erwirken, die die weitere Behandlung ihres Vaters verbietet.
Dr. Ernst bekommt die Chance, als Assistent eines berühmten Arztes zu arbeiten, was im Krankenhaus als ein Karrieresprung gilt. Der Patient, der Bett zwei genannt wird, will, dass seine Geräte abgestellt werden.
Es stellt sich heraus, dass das Testament Potters vorsieht, dass Felicia alles erben sollte, sollte ihr Vater in den nächsten Wochen sterben. Im gegensätzlichen Fall soll Constance alles erben. Der Justitiar des Krankenhauses und Dr. Ernst meinen, beiden Töchtern ginge es nur ums Geld.
Potter trommelt mit den Fingern gegen sein Bett. Einer der Angestellten erkennt darin Morsecode-Zeichen, die die Aussage wenn du mich liebst... ergeben.
Dr. Ernst erscheint bei einer Anhörung, die beim Konflikt schlichten soll. Er zwingt Constance und Felicia, einen Vertrag zu unterschreiben, nach dem beide Töchter das Erbe unabhängig vom Sterbedatum teilen. Die Entscheidungen über das medizinische Vorgehen will er selbst treffen.
In der letzten Szene hilft Ernst nach einem Unfall einem verletzten Jungen.

## Kritiken
James Berardinelli schrieb auf ReelViews, der Film versuche die Elemente einer Satire mit jenen eines Filmdramas zu verbinden. Da die dramatischen Elemente zu kurz kommen würden, sei das Ergebnis nicht zufriedenstellend. Berardinelli lobte die Darstellungen von James Spader, Helen Mirren und Albert Brooks, aber kritisierte das Spiel von Kyra Sedgwick und Margo Martindale.
Roger Ebert schrieb in der Chicago Sun-Times vom 31. Oktober 1997, der Film thematisiere die Konflikte zwischen der Moral und dem Einkommen. Er lobte den Charakter von Dr. Butz.

## Auszeichnungen
Steven Schwartz wurde im Jahr 1998 für den Independent Spirit Award nominiert.